# کلیسای سنت بریجید در فس لویل
کلیسای سنت بریجید در فس لویل (فرانسوی: Sainte-Brigide chapel in Fosses-la-Ville‎)، یک کلیسای کوچک قرن یازدهم است که مشرف به شهر فس لویل، بلژیک می‌باشد. این کلیسا که یک نمازخانه بزرگ و باستانی است تحت نظارت سنت بریجید، یک راهبه ایرلندی قرار داشت.

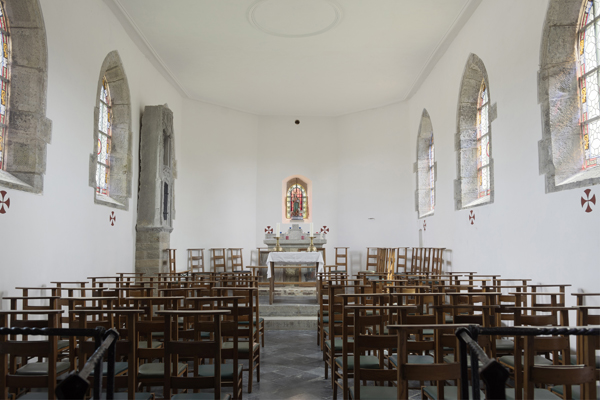
داخلی
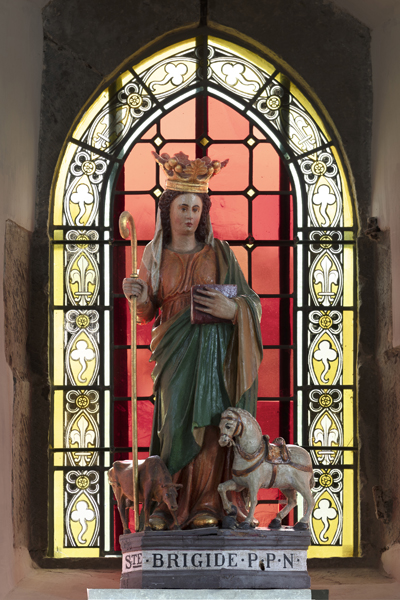
سنت بریجید
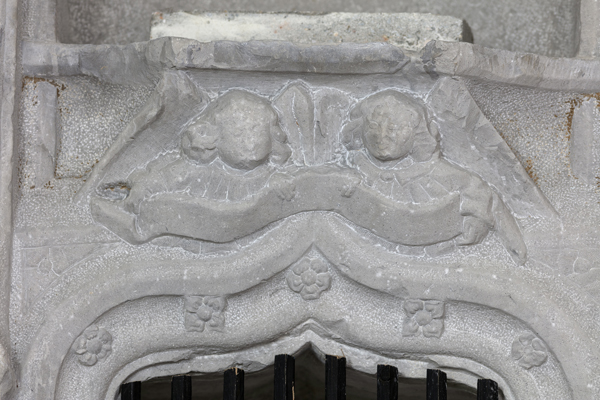
خیمه